# Isola Heald
L'isola Heald è un'isola situata nella parte nord-occidentale della Dipendenza di Ross, in Antartide. In particolare l'isola, lunga circa 5 km e larga 0,5, si trova davanti alla baia di Walcott, di fronte alla parte meridionale della costa di Scott, dov'è completamente circondata dai ghiacci del ghiacciaio Koettlitz.

## Storia
L'isola Heald fu avvistata per la prima volta nel giugno 1902, nel corso della spedizione Discovery, condotta dal 1901 al 1904 al comando di Robert Falcon Scott. Il nome le fu dato proprio da Scott in onore di William L. Heald, un membro della spedizione che aveva salvato la vita di  Hartley T. Ferrar quando quest'ultimo era stato colpito dallo scorbuto nel 1902.